# Amphiascopsis obscurus
Amphiascopsis obscurus är en kräftdjursart som först beskrevs av Georg Ossian Sars 1906.  Amphiascopsis obscurus ingår i släktet Amphiascopsis och familjen Diosaccidae. Inga underarter finns listade i Catalogue of Life.